# Ermelo e Pardelhas
Ermelo e Pardelhas (llamada oficialmente União das Freguesias de Ermelo e Pardelhas) es una freguesia portuguesa del municipio de Mondim de Basto, distrito de Vila Real.

## Historia
Fue creada el 28 de enero de 2013 en aplicación de una resolución de la Asamblea de la República de Portugal promulgada el 16 de enero de 2013 con la unión de las freguesias de Ermelo (excepto las aldeas de Carrazedo y Ponte de Olo que pasaron a formar parte de la freguesia de Campanhó e Paradança) y Pardelhas, pasando su sede a estar situada en la antigua freguesia de Ermelo.

## Demografía
| Gráfica de evolución demográfica de Ermelo e Pardelhas entre 2011 y 2021 |
|                                                                          |
| Datos según el nomenclátor publicado por el INE portugués.               |